# 拉里维耶尔 (贝尔福地区省)
拉里维耶尔（法語：Larivière，法語發音：[laʁivjɛʁ]）是法国弗朗什-孔泰大区贝尔福地区省的一个市镇，属于贝尔福区。

## 地理
拉里维耶尔（47°40'35"N, 6°59'52"E）面积4.84 平方千米，位于法国勃艮第-弗朗什-孔泰大區贝尔福地区省，该省份为法国东北部内陆省份，东临上莱茵省，北起孚日省，西接上索恩省，南与杜省和瑞士接壤。
与拉里维耶尔接壤的市镇（或旧市镇、城区）包括：昂若、伯通维利耶、方丹、拉科隆日、拉格朗日、默农库尔、沃蒂耶尔蒙。

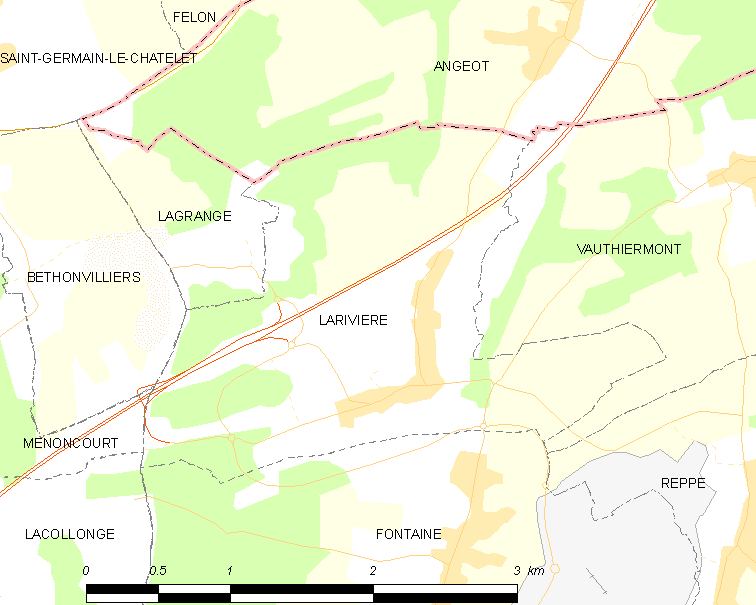
的OSM定位图

拉里维耶尔的时区为UTC+01:00、UTC+02:00（夏令时）。

## 行政
拉里维耶尔的邮政编码为90150，INSEE市镇编码为90062。

## 政治
拉里维耶尔所属的省级选区为格朗维拉尔县。

## 人口

1962-2008年间人口变化图示

拉里维耶尔于2022年1月1日时的人口数量为278人。